# 4月3週又2天獲獎與提名列表

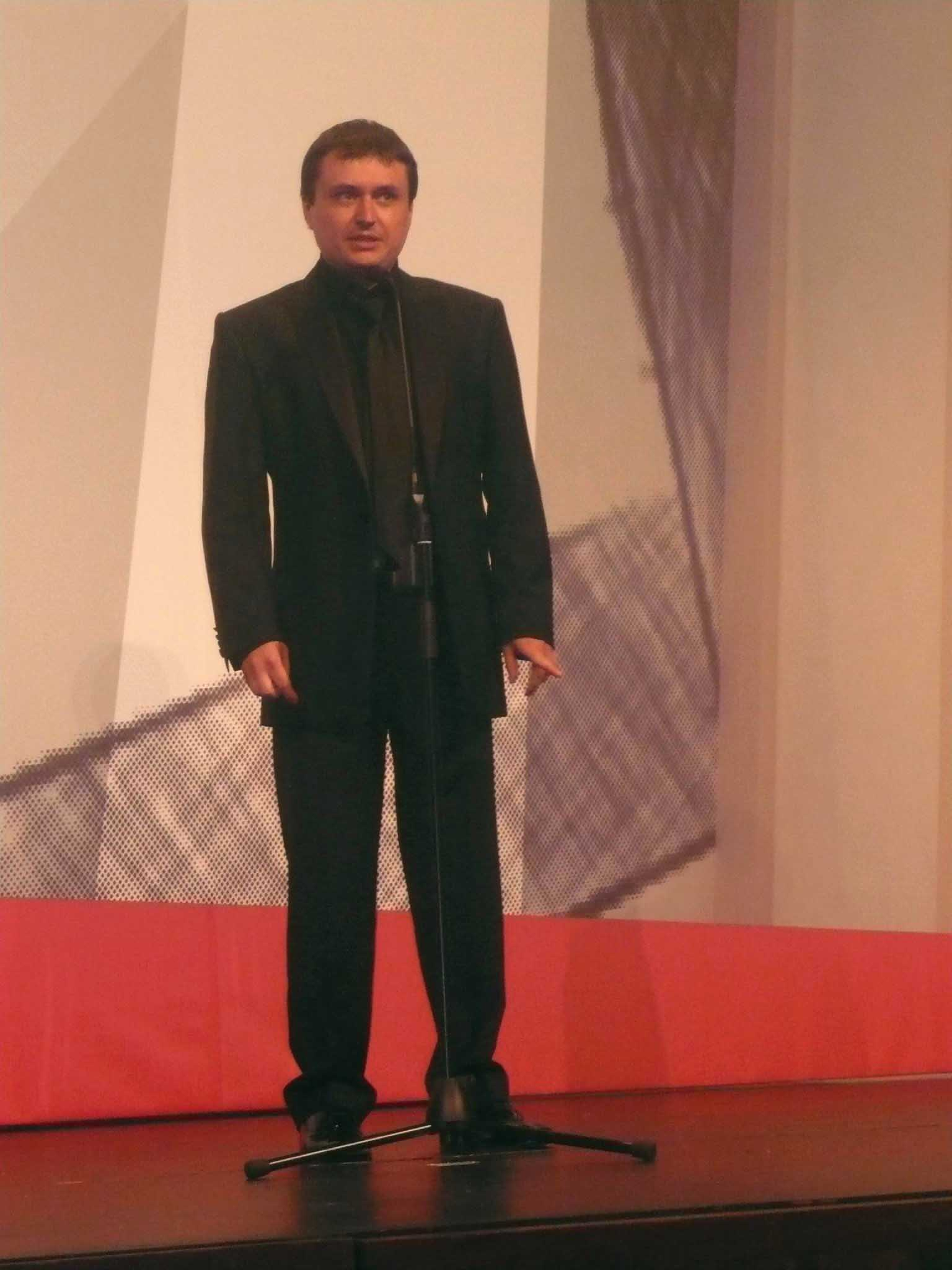
導演克里斯汀·穆基在2007年聖塞瓦斯蒂安國際電影節的獲獎照片

《4月3週又2天》2007年羅馬尼亞的一部藝術電影，由克里斯汀·穆基編寫並執導。本片講述女主角正懷孕到墮胎期間的經過，也是片名的由來。
於2007年5月的第60屆康城影展全球首映時，便贏得了三座獎項，包括最高榮譽金棕櫚獎，穆基為首位獲得金棕櫚獎的羅馬尼亞電影製作人。之後又成為首位獲得歐洲電影獎最佳影片獎的羅馬尼亞創作者。另外獲得羅馬尼亞創辦影展戈波獎的最佳電影獎。
在奧斯卡最佳國際影片獎強烈競爭下，《4月3週又2天》並未入圍，卻因為本作已經得過金棕櫚獎，而引起部分影評人和網路電影粉絲的爭議。後來經過學院成員的辯論，決定改革奧斯卡提名機制，但對此部門的提名機制仍是有些爭議。穆基表示此次爭議是自己的疏忽和後來引起圖片大量轉傳的負面影響造成，也在這次經驗中，學到影評人和影展評審團的品味與學院不同。